# غوردون بويد
غوردون بويد (بالإنجليزية: Gordon Boyd)‏ (27 مارس 1958 بغلاسكو في المملكة المتحدة - ) هو مدرب كرة قدم ولاعب كرة قدم بريطاني في مركز الوسط. لعب مع سكونثورب يونايتد ونادي بارنسلي ونادي رينجرز ونادي فولهام ونادي غرينوك مورتون.

## وصلات خارجية
- غوردون بويد على موقع قاعدة بيانات كرة القدم.إي يو (الإنجليزية)